# Nesoenas rodericanus
La tórtola de Rodrigues (Nesoenas rodericanus) es una especie extinta de ave columbiforme de la familia Columbidae que vivía en la isla mascareña de Rodrigues. Solo se conoce a partir de restos óseos y por las descripciones de Leguat (1708) y Julien Tafforet (1726).

## Comportamiento
Leguat describió su comportamiento de la siguiente manera:

Las palomas aquí son algo más pequeñas que las nuestras y todas de color pizarra, gordas y buenas. Se posan y construyen sus nidos en los árboles, se atrapan fácilmente, siendo tan dóciles, que hemos tenido cincuenta en nuestra mesa al recoger las semillas de melón que les lanzamos, y les gusta mucho. Las tomamos cuando quisimos, y les pusimos pequeños trapos de varios colores en sus muslos para volverlas a encontrar si las dejabamos sueltas. Nunca nos faltaban en nuestras comidas, y las llamábamos nuestras gallinas. Nunca construyeron sus nidos en la isla, sino en los pequeños islotes cercanos. Suponemos que es para evitar la persecución de las ratas, de las cuales hay un gran número en esta isla...

## Extinción
El informe de Tafforet es el último registro de esta especie. Se puede suponer que se extinguió a mediados del siglo xviii, cuando las ratas finalmente invadieron sus sitios de anidación.